# Likasi
Likasi (bis 1966 Jadotville) ist eine Stadt in der Provinz Haut-Katanga der Demokratischen Republik Kongo mit 635.436 Einwohnern (Stand 2015).

## Geografie
Likasi liegt im Südosten des Landes im Copperbelt. In der Region befinden sich das Mitumba-Gebirge und die Kundelungu-Berge.

## Wirtschaft
Die Stadt gilt als Verkehrsknotenpunkt. In der Nähe befindet sich Shinkolobwe, wo sich die offiziell längst stillgelegte Mine befindet, aus welcher die Vereinigten Staaten Uran für die 1945 auf Japan abgeworfenen Atombomben bezogen. Die Mine wurde kurz vor der Unabhängigkeit von Belgien im Kalten Krieg geflutet und die Zugänge mit Beton versiegelt. Nach dem Abzug von Mobutu Sese Sekos Soldaten im Jahre 1997 begannen illegale Schürfer vor allem nach Kupfer und Cobalt zu schürfen, welches über Unterhändler nach Sambia exportiert wird. Seit 2004 wird die Mine durch die Präsidialgarde Joseph Kabilas bewacht, welche die Schürfer gegen Bezahlung weiter ihre Arbeit verrichten lassen.

## Geschichte
Die Stadt Likasi wurde von den Kolonialherren ab 1943 nach dem belgischen Ingenieur Jean Jadot Jadotville oder niederländisch Jadotstad genannt.
1966 wurde sie im Rahmen der von Diktator Mobutu in Gang gesetzten „Afrikanisierung“ in „Likasi“ zurückbenannt.
In der Region gab es immer wieder ethnische Spannungen zwischen den Bevölkerungsgruppen. Während der Krise um die Katanga-Sezession 1961 musste hier eine Kompanie irischer UN-Truppen vor einer zahlenmäßig weit überlegenen, von weißen Söldnern geführten Einheit der Katanga-Armee des Ministerpräsidenten Tschombé kapitulieren.

## Wappen

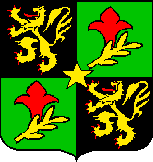
Jadotville/Likasi

Blasonierung:
Gevierteilt, in 1 und 4 in Schwarz ein goldener, rot bezungter und bewehrter Löwe, in 2 und 3 in Grün eine rote Hibiskusblüte bezweigt und beblättert in Gold; ein goldener fünfzackiger Stern in der Vierung.
Devise: Aere laboraque (durch Kupfer und Arbeit)

## Trivia
Der Film Siege of Jadotville (Irland/Südafrika 2016; deutscher Titel: Jadotville) mit Jamie Dornan, Mark Strong u. a. beschreibt den Einsatz der von den Friedenstruppen der Vereinten Nationen eingesetzten irischen A-Kompanie in Jadotville (Katanga), die sich ohne Unterstützung der UN und der irischen Generalität in einer fünftägigen Schlacht gegen zahlenmäßig weit überlegene französische und afrikanische Söldner zur Wehr setzten, letztendlich aber kapitulierten, um das Überleben der Soldaten zu ermöglichen. Der Film verdeutlicht die politischen Winkelzüge und Intrigen, die im Zeitalter des Kalten Krieges von allen beteiligten Parteien eingesetzt wurden, um sich im globalen Wettstreit Vorteile zu verschaffen, ohne dabei das Schicksal und auch das Leben von Menschen zu berücksichtigen.

## Söhne und Töchter der Stadt
- Valentin-Yves Mudimbe (1941–2025), Anthropologe, Schriftsteller und Literaturwissenschaftler
- Janry (* 1957), belgischer Comiczeichner
- Marc Zinga (* 1984), Filmschauspieler, Sänger und Filmemacher
- Anthony Vanden Borre (* 1987), belgischer Fußballspieler